# Központi idegrendszer

Az ember központi idegrendszere (2) az agyból (1) és a gerincvelőből (3) áll.

A központi idegrendszer (rövidítve: KIR) az idegrendszer azon része, ami a kétoldalian részarányos állatok (csaknem az összes többsejtű állat a csalánozók, szivacsok kivételével) életműködését szabályozza.
Gerincesekben az idegrendszer nagy részét tartalmazza, az agyból és a gerincvelőből áll. A környéki idegrendszerrel együtt elsődleges szerepe van a viselkedés irányításában. A gerincesek agyát a koponya, gerincvelőjét a gerinc védi, mindkettőt az agyhártyák burkolják.

## Puhatestűek idegrendszere
Puhatestűekben az idegrendszer felépítése több eltérést mutat. A központi idegrendszer három pár idegdúcból, az agyból, a pedalis ganglionokból és a pleuralis ganglionokból áll. Az idegdúcokat comissurák és connexusok kötik össze. A connexusok a cerebro-pedalis, cerebro-pleuralis és pleuro-pedalis idegfonatok. A comissurák a cerebralis, a pedalis és a pleuralis dúcok között vannak. A környéki idegrendszert egy pár viscerális ganglion adja, amelyek comissurákkal kötöttek össze. A parietalis idegdúcok szintén hasonló módon kapcsolódnak.
Ettől az ún. alapsémától számos eltérés lehetséges, az idegi koordinációk mélyebb szintű változásai, a komplexitásbeni eltérések, torziók, detorziók révén. Az idegdúcok módosulásai és folyamatos, rendszertani kategóriákban megfigyelhető változásai evolúciós jellegűek. A Neomeniomorpha páratlan dúccal rendelkezik, idegrendszerük létraszerű elrendeződésben figyelhető meg. A Chaetoderma csoportban kettőződik meg és a Scaphopoda (Ásólábúak) osztályában válnak szimmetrikussá. A pleuro-pedalis idegek a cerebro-pedalis idegekkel egyesülnek, a parietalis idegdúcok a viscerális ganglionokkal fuzionálnak és a viscero-parietalis idegdúcokat hozzák létre.
A legtöbb fejlábúban a jellegzetes garatideggyűrű (n. circumpharengialis) többé-kevésbé állandó marad, azokat a tendenciákat nem számítva, amelyek a dúcok közti idegi összeköttetések rövidülésében merülnek ki. Néhány csoportban ez az ideggyűrű erősen megnyúlt és a dúcok eléggé távol állnak egymástól. A ggl. pleurale jellemzően idegi összeköttetést bocsátanak a száj felé. Számos esetben – mint a Cyclophoridae csoportban – a n. circumpallialis két ága egyesül és egy szabályos ideggyűrűt képez. A Gastroopoda többségénél a pleuro-visceralis ideggyűrű keresztezi egymást és változatos formákat képez ebben. Egy jellegzetes evolúciós tendencia a pleurális és intestinalis idegdúcok közti idegfonatok rövidülése, amely némely esetben olyannyira erős, hogy két dúc egyesülni látszik.
A Cephalopoda osztályban az idegrendszer felépítése komplex és magasan szervezett, amely semelyik más gerinctelen állatcsoportnál nem fordul elő. A központi idegrendszer ilyen fokú organizáltsága csupán a Nautilida rendben nincs jelen. Az Octopoda (Polipok) rend tagjai szintén magasfokú mozgáskoordinációt biztosító fejlett idegrendszerrel rendelkeznek, agyi összeköttetéseik száma meghaladja a 1010-t. Mindez karakterisztikus viselkedéstani jelenségekben is megmutatkozik, többek közt a sajátos zsákmányszerzési metódusokat illetően. A kísérletek azt bizonyították, hogy a polipok akár a szorosabb értelemben vett memóriával is rendelkezhetnek, és bizonyos fokú intelligencia is tulajdonítható ezen állatoknak. A Diatocardia tagjaiban összeköttetések figyelhetőek meg a n. pallialis és a gl. pleurale között valamint a gl. intestinale és a köpeny (pallium) közt. A másodlagos pleuro-intestinalis idegi összeköttetés a Trochus, Haliotis rendekben fordul elő, általában a bal oldalon (elvétve a jobb oldalon).
A csigák, a tüdőscsigák és részben hátulkopoltyúsok rendjében az idegrendszer másodlagosan szimmetrikussá válik az elsődleges aszimmetria átalakulása révén. Az alacsonyabbrendű rendeknél és a fejletlenebb tüdőscsigáknál a felvázolt idegi transzformáltság jelen van, ugyanakkor a másodlagos szimmetria kialakulása erősen kifejezett. A másodlagos szimmetria kifejlődése vezet az ún. ethyneuralis idegrendszer kialakulásához, amely posterior irányban figyelhető meg.

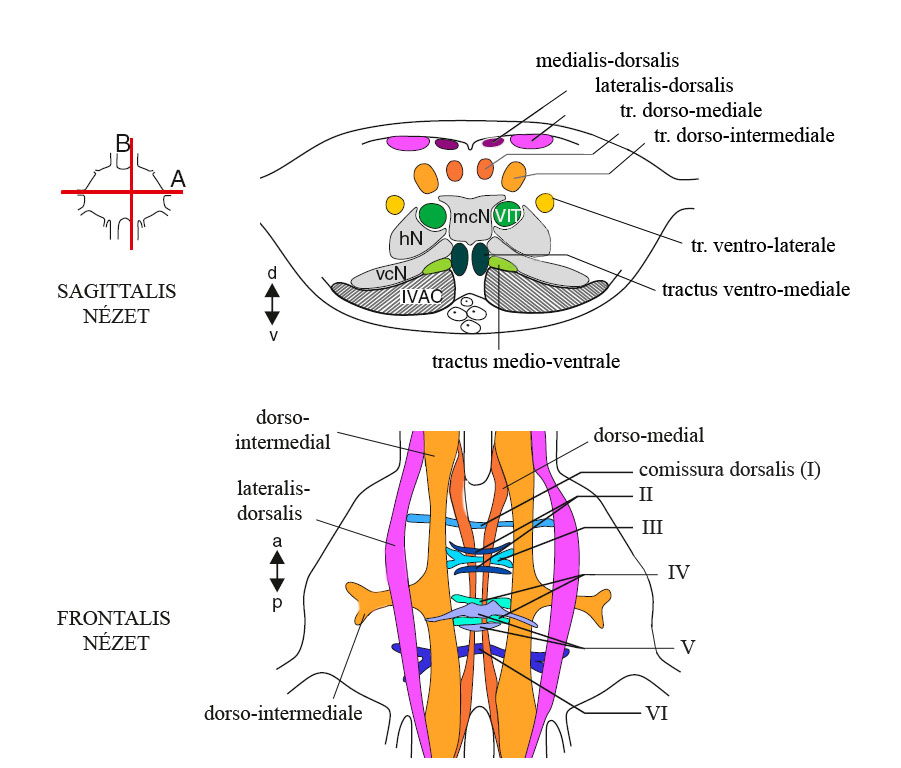
Rovarok idegdúcainak és idegfonatainak elhelyezkedése (Goldammer /1991/, Gregory, Skinner /1985/)

## Ízeltlábúak központi idegrendszere
Az idegrendszer kialakulása az embrionális fejlődés során meghatározott. A neuroblast, a progenitor sejtek specifikus régiókban helyeződnek minden egyes szelvényben a rostro-caudalis tengely mentén. Fejlett szelvényességüknek meghatározott genetikai háttere van. Az említett tagoltság és a vele járó funkcionalitás létrejöttében egy ismert géncsalád – a Hox – játszik szerepet. Tagjait először a Drosophila csoportban fedezték fel, de ma már szinte minden főbb állattörzsben kimutatták a jelenlétét, többek közt a gyűrűsférgekben és az ízeltlábúakban is. Az ízeltlábúaknál 8 gén mutatkozik aktívnak a neuruláció során. Az első három Hox gén olyan transzkripciós faktorokat kódol, amelyek az anterior agyi régiók (pros-, mes-, rhombenchephalon) kialakulását eredményezik. A következő 4 főleg a longitudinális tengely mentén vesznek részt a szervek fejlődésében. Az utolsó Hox gén expressziója játszik szerepet a caudális régiók idegrendszeri elemeinek fejlődésében. Megjegyzendő, hogy a teljes Hox géncsalád rendkívül konzervatív a teljes állatvilágban. Gerincesekben a Hox duplikált formában 4 különböző kromoszómán található meg. Bár láthatóan ez utóbbiaknál a szelvényezettség nem annyira kifejezett, mint az ízeltlábúaknál, mégis ugyanezen géncsoport nagy szerepet játszik a KIR egyes elemeinek létrejöttében.
A gerinces állatok és az ízeltlábúak egyik szembeötlő különbsége az idegrendszer alakulását illetően, hogy míg előbbinél a gerincvelő dorsalisan, az ízeltlábúaknál ventralisan (hasdúclánc) található. Úgy tűnik, hogy bár a kettő között a különbség nagy, funkcionálisan a két típus ekvivalensnek mondható. A fejlődés során megjelenő invagináció következményeként gerinctelen állatoknál a neuroblast ventralis irányba fordul. Ennek egyik jellegzetes szabályzó faktora a BMP fehérjék, amely bilaterális szimmetriájú állatoknál a dorsoventrális tengely létrejöttében igen fontos. A BMP-4 gén dorsalis identitású és mindenekelőtt olyan transzkripciós faktorokat képez, amelyek az embrió perifériális részein jelennek meg. Az Shh (sonic hedgehog) olyan faktorokat expresszál, amelyek ventrálisan helyeződnek. Ízeltlábúaknál az axonok növekedési jellegét a netrin működteti.

### Ízeltlábúak neuroanatómiája
A bilaterális szimmetriájú idegdúcok mindegyik szelvényben a középvonal mentén egyesülnek, lateralis irányban idegfonatokat képeznek. Az idegdúcok a szelvények mentén összekapcsoltak, axonkötegekkel vagy konnektívumokkal. A lárva fejlődési szakaszban – például rákoknál – a kétoldalian részarányos dúcok nem teljesen fuzionáltak és egy létra-szerű struktúrát alkotnak, mint azt a gyűrűsférgeknél lehet látni. Mindegyik szelvénynél az idegfonatok a középvonalban kereszteződnek. A többi ízeltlábúnál a dúcok szorosan egymáshoz illeszkednek, míg a comissurák kissé elrejtve az idegdúcok felszíni részén lokalizálódnak.
A szelvényezettség mértéke és tagoltsága eltérő lehet a különböző rendeknél, láthatóan a thorax és abdomen jól elkülönültek. Az agy a feji részben helyeződik (dorsalisan) és három pár dúc alkotja, amely közvetlenül a szemet innerválja. A deuterocerebrum az antennae beidegzését látja el többek közt, a tritocerebrum az első két rész közti kommunikációban alapvető. A ventrális idegdúc számos állatcsoportban láncszerűen összenyomott dúcok összességéből áll, amelyek a mozgásszervrendszer komponenseivel állnak kapcsolatban. A ggl. thoracica a végtagok és a szárnyak mozgatásában vesz részt. A szenzorikus jelek, amelyet egy adott szelvény érző receptorai vesznek fel, a legközelebbi idegdúcba jutnak. A rákok rendjében a hasdúclánc észrevehetően megrövidül és gyakran fuzionál. A skorpiók illetve a sáskák csoportjában az abdominalis idegdúcok jól szeparáltak, azonban az elülső részeken összenyomódnak és ún. syngangliont képeznek. A pókok központi idegrendszere erősen összenyomott, az agyi, a törzsi és az abdominalis syngangliont hoznak létre.

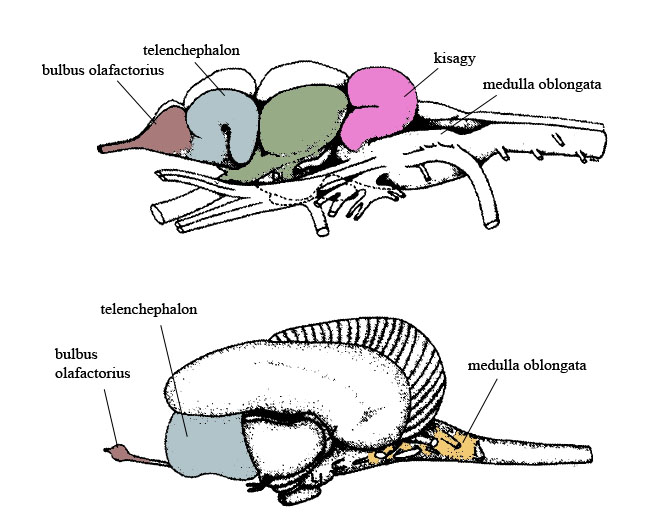
Hal központi idegrendszere (agy) lateralisan (felső: Lepidosteus osseus, alsó: Gnathonemus petersi)

## A halak központi idegrendszere
Hagyományosan a gerincesek idegrendszere 5 főbb részre osztható: telenchephalon, dienchephalon, mesenchephalon (magában foglalja a kisagyat és a hidat) és a myelenchephalon. Citológiai és molekuláris genetika vizsgálatok alapján kiderült, hogy a gerinces rhombenchephalon legalább 7, a prosenchephalon legalább 6 ideiglenes neuromerből alakul ki. Összehasonlító anatómiai szempontból kérdéses, hogy Amniotáknál a rhombenchephalon hogyan osztódik fel met- és myelenchephalonra. A kisagy kivételével a metenchephalon ventralisan visszamaradt részét csak önkényes módon különíthetjük el a medulla oblongata-tól, inkább egy egységnek tekintik. A mesenchephalon halaknál magában foglalja a tectum opticum dorsalis részét és a tegmentumot. Ez utóbbi embrionális korban eltávolodik a lamina basalistól és az alaris lemez irányába tör, a torus semicircularis felé.

### Érzékelő rendszer
Mint a legtöbb gerincesnél az elsődleges szenzorikus receptorok az olafactoria tunicae mucosae nasiban találhatók. Axonjaik a bulbus olafactorius glomerularis részét innerválják be. A glomerulusok száma kifejlett példányoknál 80 és néhány 100 között változik. Receptor sejttípusokat tekinve kiderült, hogy sok esetben – mint az Ictalurus punctatusnál – ez nem túl nagy számú. Egy másik agyi ideg – a n. terminalis – sokszor együtt halad a n. olafactoriussal. Ezen idegdúcok dendritjei elérik az olafactoria mucosae-t, axonjaik jellemzően bulbus olafactoriuson túlnyúlnak és a ventrális telenchephalonba vagy a preopticus régióban végződnek. A n. terminalis működésbeni jelentősége még nem teljesen tisztázott, annyi bizonyos, hogy szoros kapcsolatban állhat feromonok kibocsátásával. Újabb kísérleti eredmények alapján ismert, hogy a szaglóreceptorok idegi kapcsolatai elérnek a hypothalamusig. A Carassius auratusban megfigyelhető, hogy a n. olafactorius terminálisai főként a ventralis és dorsalis agyidegmagvakban végződnek. A bulbus olafactorius nagyon hasonló strukturáltsága látható az Ictalurus punctatusban, ahol járulékos interbulbaris konnexiók képződnek. A Sebastiscus marmoratus bulbus olafactoriusa két irányból is kap innervációt, mégpedig a zona posterior és az area dorsalis telenchephali felől.

#### Látás
A valódi csontoshalak elsődleges érzékelő rendszere a látás, egyéb vizuális alstruktúrák (pretectum) is részt vesznek az értékelésben. A legtöbb érzékelő szervvel ellentétben – amelyek dúclécsejt és placod eredetűek, a retina és a látóidegek az idegcső származékai és így részei a központi idegrendszernek. Hasonlóan a többi gerinceshez, a retinából származó jelek 4 főbb területre érkeznek:
- tectum
- thalamus
- pretectum
- preopticus area

A retina sejtjei az információt topografikusan projektálják az ellentett oldali agyi területek felé. Egyes halaknál a legtávolabb helyeződő retinából származó idegrostok a egészen a superficialis fehér- és szürkeállományt is elérik. A thalamusban helyeződő látóközpontok még kevéssé feltártak, mindenesetre bizonyos, hogy bimodalis (látó–szomatoszenzoros) magvak csak a ventralis magvakban találhatók. Az anterior thalamus régiók elsősorban a retinából jövő jelekre specializálódtak, a posterio–dorsalis magvak a tectumból származó projekciókat fogja fel.

#### Mechanoszenzorikus érzékelés
A mechanoszenzorikus információ az oldalsó fő idegeken át jut el az agyba. Az oldalvonal hiperérzékeny felfogórendszere az áramlás és a test helyzete közti mozgáskülönbségeket detektálja, elég alacsony (1–200 Hz) frekvencián, 1–2–szeres testtávolságon belül. Az oldalvonal felől induló idegek a medulla felé projektálódnak a cerebellum és a nyúltvelő közti részre. A járulékos idegek végződnek továbbá a kisagyban és néhány fajban elérik a corpus és vulvula cerebellit. Ezekből másodrendű idegfonatok törnek fel kétoldali szimmetriával és a torus semicircularisban végződnek. Számos fajt érintő vizsgálatok megállapították, hogy lateralis preglomerularis nucleus felől nincsenek leszálló rostok a torus semicircularisba. A nucleus ventrolateralis szenzorikus idegmagja számos összeköttetést hoz létre az agyidegmagvakon keresztül nucleus octavolateralis mediale közt.

#### Elektromos ingerek érzékelése
A gyenge elektromost terek érzékelése, mint a legtöbb gerincesnél, itt is egy pleziomorf (primitív) jelleg. A tulajdonság azonban nagyjából az Actinopterygii (Sugarasúszójú halak) osztálynál eltűnik. Az Osteoglossomorpha rend tagjaiban, továbbá a Mormyridae család egyes tagjainál (Afrika) látható az elektroszenzitív szervek megléte kétségbe vonhatja a Notopteridae monofiletikus jellegét. Az Ostariophysii szuperrend tagjaiban szintén található elektroreceptív szervrendszer. Általában háromféle típussal rendelkeznek: az első alacsony frekvenciás elektromos jelek felfogására alkalmas, a másik kettő magasabb frekvenciára érzékeny elektromos tér lokalizációjára specializált kommunikációs szervek. Nemcsak külön szervek megjelenéséről van szó ezekben az esetekben, hanem más szervek átalakulása is kapcsolódik az ilyen érzékelés kifejlődéséhez. Ilyen például az említett két csoportnál a kisagy térfogatnövekedése. A mechanoszenzorikus jeleket a nyúltvelő veszi fel, annak rostralis része. Az elsődleges afferens jelek kétfelé válnak a medulla posterior lebenyében. Az elektrolokalizációs felszálló pályák és a mechanoszenzorikus összeköttetések a torus semicircularison keresztül jutnak el a nyúltvelőbe.

#### Hallás
Hangok és hallással kapcsolatos jelek érzékelése halaknál nagyobb távolságból lehetséges, összehasonlítva az elektromos jelek percepciójával. Az érzékelési frekvencia mintegy 3000 Hz–ig terjedhet. A Carassius esetében szintetikus és analóg jelek érzékelését is megfigyelték, s mivel eléggé egyedi a jelenség, korábban úgy gondolták, hogy az emlősökéhez hasonlóan egyedülálló. A perifériális hallószervek a belső fül helyzetérző szervei.

## A madarak központi idegrendszere
Összehasonlítva az emlősök központi idegrendszerével az egyik legszembetűnőbb eltérés a cauda equina és a filum terminale hiánya, illetőleg a sinus rhomboidalis és lumboscaralis előfordulása. Mikroszkopikus szinten szintén tapasztalható néhány jelentős eltérés sejtorganizációs szinten illetve a sejt szignalizációs folyamatokat tekintve. Ami természetesen első benyomásra szembetűnő, az fiziológiai és anatómiai különbségeket is sejtet, ti. a két lábon történő járás, a repülés, valamint ezzel együtt a szárnyak megléte. A gerincvelő specifikus struktúrája és az idegrendszeri szabályzás eltérő volta nyilván valóan ezekből következik.

### A szem és a fejmozgás
Egy helyzetét nem változtató madár – mint az megfigyelhető – környezetének nagy részét képes megfigyelni pusztán csak fejének illetve szemeinek mozgatása révén. A szem mozgatásában mintegy 6 izomcsoport vesz részt, amelyeket a n. oculomotorius, n. trochlearis és abducens ágai idegzenek be. A szem forgatását a szem dorsalis részén becsatlakozó speciális ipsilateralis sejtcsoportok mozgatják, amelyekhez vestibularis idegek kapcsolódnak.

### Hangadás és légzésszabályzás
A hangképző szervük a syrinx – amely a trachea és a bronchusok közti átmenetben található. Az ebben helyet foglaló néhány izom kontrollálásával és a légzőmozgás szabályzásával jellegzetes hangképzés valósul meg. A syrinx izmait n. hypoglossus innerválja, az azzal adekvát izommozgásokat (tüdő) pedig a gerincvelői idegi impulzusok által létrejött mellkas mozgások teszik összehangolttá. A cranialis és caudalis agyidegmagvak énekesmadarak esetében közvetlen magasabb rendű agyi irányítás alatt állnak.

### Látás
Az emlősökhöz hasonlóan a látás élettani mechanizmusában a retinában helyeződő csapok és pálcikák rendszere játszik fő szerepet. A fényérzékelésre specializálódott pálcikák az elsődleges receptorok, melyekben rodopszin pigmentek találhatók. Ennek maximális érzékenysége 500 nm (zöld) körüli. A fény nélküli ill. a világos fényviszonyok közti átmenetet nem csupán a fényintenzitás, hanem a feloldóképesség, a kontrasztérzékenység és a színérzékenység is befolyásolja. Azon madarak, amelyek alacsony fényintenzitású közegben mozognak, ugyan érzékenyebbek a fényre, de a színeket nem képesek megkülönböztetni és a vizuális feloldóképességük is rosszabb (nehezebben azonosítják a tárgyak alakját éjszaka, vagy kis fénynél). Szemléletesen az amerikai uhu (Bubo virginianus) szeme csaknem 3–szor érzékenyebb a fényre, mint az emberé és 100–szor, mint a galambé (Columba livia). A madarak többsége rendszerint 5 féle csappal rendelkezik és egy kettős csappal. A kettős csap funkciója még nem teljesen ismert, valószínű, hogy a polarizált fény vagy a mágneses terek detektálásában játszanak szerepet (Beason és Swali / 2001). Magasabb rezgéstartományt vizsgálva egyértelművé vált, hogy többségük az UV tartományokban is érzékel, egészen a távoli vörös (nem infravörös) hullámhosszakig.
A madarak (ill. számos hal, hüllő és kétéltű faj) csap receptorsejtjei emellett érdekes különbözőséget mutatnak az emlősökével összehasonlítva. Citoplasmájauk kis olajcseppeket foglalnak magukban, amelyek karotint tartalmaznak. Ezek az alacsonyabb frekvenciájú fényt engedik át és mintegy szűrőként viselkednek. A csap sejtek spektrális érzékenysége ilyen módon könnyen megállapítható a pigment és a fényszűrő kompartment kvantitatív analíziséből. A látás egy további komplexitását adja a szenzorikus információ retinán belüli feldolgozása, mielőtt még az az agyba továbbítódna. Az egyik ilyen a színfeldolgozás. A madarak esetén – mint például az emlősöknél is – nagy valószínűséggel megtalálható az ún. 4 alapszín (vörös, sárga, zöld és kék), azonban e téren a rendelkezésre álló ismeret még hiányos.

### Kémiai jelek érzékelése
A kémiai jeleket – mint biológiai információt – két csoportba sorolják: közvetlen és közvetett. Kemo– és ízreceptorok rendszerint találhatók a felső– és alsó állkapocsban, valamint a nyelvben. Az ún. ízlelőbimbók száma Parus caeruleus esetén 24, Anas platyrhynchos (tőkés réce) esetében cc. 375 (Berkhoudt). A szenzorikus jelek a n.glossopharyngeus lingualis és a n. facialis ágán át jutnak az agyba. Madaraknál az ízérzékelés viszonylag fejlett. Hainsworth és Wolf madárfajoknál végzett vizsgálatainál kiderült, hogy egy sor különböző koncentrációjú cukoroldatot képesek egymástól elkülöníteni. Bár kapszaicin receptorokkal rendelkeznek, a kémiai extrémitások nyomán (savak stb.) létrejött fájdalmat nem érzékelik. Korábban azt tartották, hogy a madarak csak nagyon csekély szagló érzékeléssel rendelkeznek, vagy egyáltalán nem. Összehasonlító mikroszkopikus anatómiai vizsgálatok kimutatták, hogy a madarak szaglórendszere hasonlatos a szárazföldi gerincesekéhez (Roper, 1999).

### Mágneses jelek érzékelése
Madaraknál három típusú mágneses receptor is jelen van: fény–, ill. frekvencia–érzékeny rendszerek, valamint egy – a tobozmirigyhez kapcsolódó fényérzékelő rendszer, amely a térbeli tájékozódást is elősegíti (Beason, Semm). A fényérzékeny receptorok az intenzitás mellett a színt is érzékelik, a frekvencia változásaira adott reakcióik azonban a fajok közt nem egységes. Annyi bizonyos, hogy a kék szín közömbös a tájékozódást illetően, továbbá a vörös szín valószínűleg a legtöbb csoportban dezorientáltságot okoz.